# Мишанич Олекса Васильович
Олекса Васильович Мишанич (1 квітня 1933, с. Ляховець, нині Міжгірський район, Закарпатська область, Україна — 1 січня 2004) — український науковець-літературознавець, фольклорист. Доктор філологічних наук, професор, член-кореспондент НАН України (1997).
Керівник відділу давньої української літератури Інституту літератури імені Тараса Шевченка НАН України, учений секретар та перший віце-президент Міжнародної асоціації україністів (1989—1999), голова Національної асоціації українознавців (1999—2002), фундатор української школи медієвістики. Лавреат Державної премії імені Тараса Шевченка (1988), заслужений діяч науки і техніки України (1997).

## Біографія

Могила Олекси Мишанича, Байкове кладовище

Народився Олекса Мишанич 1 квітня 1933 року в селі Ляховець (нині Лісковець) Міжгірського району на Закарпатті у багатодітній селянській сім'ї, де зростало десятеро дітей, вісім братів та дві сестри. У 1939 році разом з родиною переїхав у село Барвінкош (нині Барвінок) Ужгородського району. Дитинство припало на дуже складний та суперечливий період в історії Закарпаття: війна, повоєнні злидні, часи колективізації. Батьки були неписьменними. Розуміючи це, вони хотіли, щоб їхні діти отримали освіту. Його семеро братів, отримавши вищу освіту, роз'їхались працювати по всій Україні.
Середню освіту здобув у Ужгородській СШ № 1. У 1956 році Олекса Мишанич закінчив Ужгородський державний університет, де на філологічному факультеті слухав лекції багатьох видатних учених-літературознавців. Особливо тепло згадував Олекса Мишанич Петра Пономарьова, завідувача кафедри української літератури, який зумів прищепити йому любов до наукового пошуку, ввів у захопливий світ літературознавства. Потім два роки пропрацював у редакції художнього мовлення Закарпатського обласного радіо, де займався підготовкою літературних передач, останніх вістей тощо. Добре ознайомився з літературним життям сучасного Закарпаття, з усіма письменниками.
У 1958 р. вступив до аспірантури Інституту літератури імені Т. Г. Шевченка АН України і відтоді незмінно працював у науковій установі до своєї смерті.
Помер на 71-му році життя 1 січня 2004 року після важкої хвороби у Києві. Похований на Байковому кладовищі (ділянка № 49б, 50°25′2.83″ пн. ш. 30°30′2.97″ сх. д. / 50.4174528° пн. ш. 30.5008250° сх. д.).

### Родина
- Брат — літературознавець, фольклорист, доктор філологічних наук Степан Мишанич (1936—2013).
- Брат — фольклорист, етномузиколог Михайло Мишанич (нар. 1941)[3].
- Син — літературознавець, кандидат філологічних наук Ярослав Мишанич.

## Наукова і громадська праця
Сфера наукових інтересів: давня, нова і новітня українська література. Предметом особливої уваги дослідника був літературний процес рідного Закарпаття, література українців-русинів Чехії, Словаччини, колишньої Югославії, зв'язок літератури і фольклору, теоретичні засади української науки про літературу, текстологія.
На початку 60-х років, коли настало пожвавлення в літературі, коли в українську культуру прийшов новий загін молоді і розпочався рух, який тепер називаємо шістдесятництвом. Олекса Мишанич брав участь майже в усіх акціях. Ходив на зібрання, читав твори, які розповсюджувались у рукописах, журнал «Сучасність», різні матеріали, які кружляли в цьому колі. Як український інтелігент, патріот, він усьому цьому співчував, але в активі чи якихось організаціях не був. У 1962 році він захищає кандидатську дисертацію «З історії розвитку української літератури Закарпаття в XVII—XVIII ст.» (окремою книжкою видана в 1964 р.).
Понад 10 років, починаючи з 1966, редакційна колегія під керівництвом члена-кореспондента НАН України Євгена Кирилюка працювала над 50-томником Івана Франка. Олекса Васильович був одним із редакторів-організаторів цього видання і сам упорядкував вісім томів. Цензура тоді була як зовнішня, так і внутрішня: сам директор інституту стежив, щоб ідеологічні оцінки було витримано в дусі партійних настанов. Дуже пильно слідкували і з ЦК: при владі тоді був сумнозвісний Маланчук, який особисто наглядав за підготовкою цього 50-томника. За розробку наукових принципів, упорядкування, підготовку текстів зібрання творів І. Франка у 50 томах та коментарі до них О.Мишанич у 1988 р. був удостоєний Державної премії України імені. Т. Г. Шевченка.
У 1982 році Олекса Мишанич став доктором філологічних наук, захистивши дисертацію на тему «Українська література другої половини XVIII ст. й усна народна творчість». Згодом він очолив відділ давньої української літератури, який під його керівництвом став провідним центром у вивченні літератури Київської Русі та епохи бароко.
Одним з основних напрямів наукової праці О. Мишанича стало дослідження давнього українського письменства — чи не найскладнішої і донедавна занедбаної ділянки літературознавства, яке зусиллями Олекси Васильовича і його колег по дослідницькому цеху збагатилось низкою глибоких праць теоретичного і прикладного характеру. Етапними на цьому шляху стали роботи О.Мишанича «Література Закарпаття XVII — XVIII ст.» (1964), «Українська література другої половини XVIII ст. і усна народна творчість» (1980) та ін. Він був одним із авторів восьмитомної «Історії української літератури» двотомовиків (Т.1, 1967); «Історія української літератури»; «Історія української літератури XX ст.». Коли Інститут літератури ім. Т. Г. Шевченка НАН України розпочав роботу над десятитомною «Історією української культури», О. В. Мишанич, з висоти свого досвіду, запропонував нову концепцію історії української давньої літератури і включився у процес формування авторського колективу 1-го і 2-го томів.
Олекса Мишанич доклав чимало зусиль для розвитку української науки, консолідації світового українства. Олекса Мишанич брав участь у роботі понад 30 міжнародних наукових конгресів і конференцій (у США, Англії, Італії, Югославії, Чехії, Словаччині, Польщі, Росії, Білорусі). Був ученим секретарем і першим віце-президентом Міжнародної асоціації україністів (1989—1999), а у 1999—2002 рр. очолював Національну асоціацію україністів, підготував і видав шість томів матеріалів І-IV конгресів МАУ.
У періодичній пресі Олекса Мишанич опубліковано понад 300 його статей. Він упорядкував і видав 42 томи творів класиків української літератури. Варто згадати збірник «На Верховині», куди ввійшли твори письменників дорадянського Закарпаття (1984), однотомники та багатотомники І. Франка, І. Нечуя-Левицького, С. Руданського, Л. Глібова, А.Кримського, Лесі Українки, Марка Черемшини, О. Маковея, В. Ґренджі-Донського, Наталени Королевої, Катрі Гриневичевої, С. Черкасенка та ін.
За плечима О. В. Мишанича роки напруженої праці на ниві вітчизняної медієвістики, фольклористики, текстології, русистики. Його перу належить 19 монографій і збірників статей. Вчений збагатив українську науку низкою досліджень про заборонених і маловідомих письменників, що стало вагомим внеском у відновлення повноти літературного процесу.
Крім науково-дослідної, Олекса Васильович проводив величезну організаційну і педагогічну роботу. У 1992—1996 рр. О. В. Мишанич був заступником Голови ВАКу України. Згодом — голова спецради Інституту літератури НАН України із захисту докторських дисертацій, заступник голови Наукової ради з проблем «Класична спадщина і сучасна художня література». Підготував 8 докторів і 12 кандидатів наук.
Чимало уваги приділяв О. В. Мишанич науково-організаційній праці як заступник академіка-секретаря Відділення літератури, мови та мистецтвознавства НАН України, а також керівник відділу давньої і класичної української літератури Інституту літератури ім. Т. Г. Шевченка НАН України.
Член редколегій: «Гарвардської бібліотеки давнього українського письменства», «Енциклопедії сучасної України», «Бібліотеки української літератури», «Української літературної енциклопедії». Відповідальний редактор та координатор 6-го тому «Енциклопедії української діаспори», серійних видань «Українські літописи», «Літературні пам'ятки України», бібліотеки «Карпати», «Біблія і культура», часопису «Слово і час», «Історія України в прозових творах та документах», «Письменство Закарпаття», відповідальний редактор неперіодичного збірника «Медієвістика».

## Праці
- Мишанич О. З минулих літ: Літературознав. ст. й дослідж. різн. років / НАН України. Ін-т л-ри ім. Т. Г. Шевченка. — К., 2004. — 390 с.
- Мишанич О. На переломі: Літературознав. ст. й дослідж. / НАН України. Ін-т л-ри ім. Т. Г. Шевченка. — К., 2002. — 437 с.: портр.
- Мишанич О. Григорій Сковорода і усна народна творчість / АН УРСР. Ін-т літ. ім. Т. Г. Шевченка; Відп. ред. М. Є. Сиваченко — К., 1976. — 151 с.
- Мишанич О. Література Закарпаття XVII—XVIII століть: Іст.-літ. нарис / Відп. ред. Л. Є. Махновець; АН УРСР. Ін-т л-ри ім. Т. Г. Шевченка. — К., 1964. — 116 с.
- Мишанич О. Українська література другої половини XVIII ст. і усна народна творчість / АН УРСР. Ін-т л-ри ім. Т. Г. Шевченка; Відп. ред. М. Є. Сиваченко. — К., 1980. — 343 с.
- Мишанич О. «Энциклопедия Подкарпатской Руси» і що за нею?: Доп. на V Міжнар. конгресі україністів (м. Чернівці, 26-29 серп. 2002 p.) / НАН України. Ін-т літ. ім. Т. Г. Шевченка, Міжнар. асоц. україністів. — К., 2002. — 36 с.
- Мишанич, О. Крізь віки: літ.-крит. та історіогр. ст. й дослідж. / О. Мишанич. — К.: Обереги, 1996. — 352 с.
- Мишанич, О. Повернення: літ.-крит. ст. і нариси / О. Мишанич. — К. : Обереги, 1993. — 120 с.
- Мишанич, О. Русини: політика, історія, культура / О. Мишанич ; упоряд. І. Ребрик. — Ужгород: Ґражда, 2012. — 352 с.[4]
- Мишанич, О. Від підкарпатських русинів до закарпатських українців: іст.-літ. нарис / О. Мишанич. — Ужгород: Карпати, 1991. — 64 с. — Бібліогр.: с. 52-62 та в підрядк. прим.
- Мишанич, О. «Карпаторусинство», його джерела й еволюція у ХХ ст. / О. Мишанич. — Дрогобич: Відродження, 1992. — 54 с.
- Мишанич, О. Карпати нас не розлучать: літ.-крит. ст. і дослідж. / О. Мишанич ; відп. ред. І. Ребрик. — Ужгород: Срібна Земля, 1993. — 282 с.
- Мишанич, О. Митрополит Йосиф Сліпий перед «судом» КГБ: (за архівними джерелами) / О. Мишанич. — К. : Фотовідеосервіс, 1993. — 80 с.

відповідальний редактор
- Літопис руський / Пер. з давньорус. Л. Є. Махновця; Відп. ред. О. В. Мишанич. — Київ: Дніпро, 1989.

## Нагороди, премії та відзнаки
- Доктор філологічних наук (1982);
- Член-кореспондент НАН України (1997);
- Заслужений діяч науки і техніки України (1997);
- Лавреат Державної премії імені Тараса Шевченка (1988)[5];
- Орден «За заслуги» ІІІ ступеня (2001);
- Лавреат Премії імені Олеся Білецького (2003);
- Лавреат Премії імені Івана Франка (2004)[6].

## Рекомендована література
- Вакуленко К. Р. Олекса Мишанич — дослідник давньої української літератури. — Кваліфікаційна наукова праця на правах рукопису. Дисертація на здобуття наукового ступеня доктора філософії з галузі знань 03 Гуманітарні науки, за спеціальністю 035 Філологія. — Харківський національний педагогічний університет імені Г. С. Сковороди, Міністерство освіти і науки України, Харків, 2021. (link [Архівовано 3 вересня 2021 у Wayback Machine.])